# معبد سیئونجی
معبد سیئونجی (انگلیسی: Seiunji Temple) یک پرستشگاه در کوشو، یاماناشی در استان یاماناشی متعلق به فرقه رینزای در ژاپن است.